# Weixing Shuiku
Weixing Shuiku (kinesiska: 卫星水库) är en reservoar i Kina. Den ligger i provinsen Heilongjiang, i den nordöstra delen av landet, omkring 130 kilometer norr om provinshuvudstaden Harbin. Weixing Shuiku ligger 146 meter över havet. Arean är 6,9 kvadratkilometer. Trakten runt Weixing Shuiku består till största delen av jordbruksmark. Den sträcker sig 4,4 kilometer i nord-sydlig riktning, och 2,4 kilometer i öst-västlig riktning.
Genomsnittlig årsnederbörd är 807 millimeter. Den regnigaste månaden är juli, med i genomsnitt 229 mm nederbörd, och den torraste är januari, med 8 mm nederbörd.